# 白马吊灯花
白马吊灯花（学名：Ceropegia monticola）为夹竹桃科吊灯花属的植物。其种加词“monticola”意为“生长在山地的”。分布在泰国以及中国大陆的四川、云南等地，生长于海拔2,000米的地区，常生于河旁山坡杂木林中，目前尚未由人工引种栽培。